# Övre Rånddalens naturreservat
Övre Rånddalens naturreservat är ett naturreservat i Härjedalens kommun i Jämtlands län.
Området är naturskyddat sedan 2020 (gällande från 2022) och är 43 kvadratkilometer stort. Reservatet ligger norr om Högvålen och består av kalfjäll, våtmarker med små tjärnar, en ringlande å samt gammal tallskog.